# Сава (Грицуняк)
Митрополит Сава (пол. Metropolita Sawa; в миру Міхал Грицуняк, пол. Michał Hrycuniak; нар. 15 квітня 1938, Снятичі, Замостський повіт, Люблінське воєводство, Польща) — митрополит Варшавський і всієї Польщі, шостий та чинний предстоятель Польської автокефальної православної церкви, доктор теології.
Є випускником Християнської богословської академії у Варшаві. Після того як він 1966 року постригся в ченці, став директором канцелярії митрополита Варшавського та усієї Польщі. Водночас продовжував свою наукову співпрацю з Християнською богословською академією. З 1970 року був благочинним монастиря святого Онуфрія, сприяючи його відбудові після знищення зі часів II світової війни. 1979 року хіротонізований в єпископа і до 1981 року був єпископом Лодзьким і Познанським; а після цього, з 1981 до 1998, єпископом Білостоцьким та Ґданським (з 1987 року — архієпископ). З 1994 до 1998 року був керуючим справами польського війська від православної церкви, з 1996 року — у званні бригадного генерала.
У 1998 році обраний предстоятелем Польської православної церкви.

## Біографія

### Молодість і навчання
Митрополит Сава народився у селі Снятичі Замостського повіту в родині українського походження. Син Володимира Грицуняка та Наталії Віннік. Втратив батька у віці 2 років, його виховували мама та бабуся. З дитинства ходив до місцевої православної церкви.
1957 року завершив своє навчання у православній духовній семінарії у Варшаві і продовжив навчатися у Християнській богословській академії, котру успішно закінчив 1961 року. Будучи студентом, ніс послух іподиякона у митрополита Варшавського та усієї Польщі Макарія. Свою магістерську працю присвятив третій місійній подорожі святого апостола Павла. Того ж року почав працювати викладачем у Варшавській православній богословський семінарії і, одночасно, працював помічником редактора офіційної російськомовної газети Польської православної церкви під назвою «Церковный вестник». 1962 року став асистентом у Християнській богословській академії у Варшаві.
27 вересня 1964 року був висвячений у диякона єпископом Лодзьким та Познанським Георгієм (Кореністов) у каплиці архангела Михаїла в резиденції Митрополитів Варшавських. У травні наступного року був направлений в докторантуру до Белграда і навчався у Белградському університеті. Докторську дисертація, присвячену життю та діяльності Іоана Хрестителя, успішно захистив 2 лютого 1966 року. Перебування в Югославії та знайомство з традицією Сербської православної церкви, а особливо з працями сербського монаха та богослова Юстина (Попович), утвердили Міхала Грицунка в його намірі постригтися в монахи. Вперше він задумався про це під час свого паломництва до Почаївської лаври 1957 року.

### Духовна особа
6 лютого 1966 року був пострижений у ченці патріархом Германом. Прийняв ім'я Сава на честь святого сербського архієпископа Сави. Після повернення до Польщі митрополитом Варшавським та усієї Польщі Стефаном (Рудиком) був рукоположений у священика. Це відбулося в соборі святої Марії Магдалини у Варшаві 6 березня 1966 року.
З 1966 по 1970 виконував обов'язки директора канцелярії варшавського митрополита. В той же час продовжував свою наукову співпрацю з Християнською богословською академією, сприяв ремонту храму святої Марії Магдалини у Варшаві, а також неодноразово виїжджав на Підкарпаття з метою підтримки діяльності тамтешніх парафій, які були позбавлені постійного духовенства. За свою працю на благо Польській православній церкві 11 травня 1969 року удостоївся звання ігумена. Пізніше, за власним бажанням відмовився працювати в канцелярії варшавського митрополита аргументуючи це заздрістю інших священників, а також конфліктом зі священиком Єжи Клінгером та невизнанням Християнською богословською академією його диплому доктора наук, котрий він отримав у Белграді. У середині 60-х років став кандидатом на єпископську кафедру, однак до хіротонії справа так і не дійшла.

### Благочинний яблочинського монастиря
1970 року удостоївся звання архімандрита і продовжив своє служіння в Яблочинському монастирі, де провадив ремонт об'єктів знищених під час Другої світової війни. Після завершення ремонту 1974 року став ректором духовної семінарії, вищі класи якої були перенесені до монастиря з Варшави. Архімандрит Сава також сприяв розбудові монастирського комплексу та розвитку сільського господарства, яким займалися ченці його монастиря. У навчальному році 1977—1978 стає викладачем секції православної теології Християнської богословської академії у Варшаві. 1978 року став доктором габілітованим богословських наук за спеціальністю «догматичне богослов'я». Згідно з рішенням міністерства освіти науки і техніки у жовтні 1979 року йому було присвоєне вчене звання доцента

### Єпископ

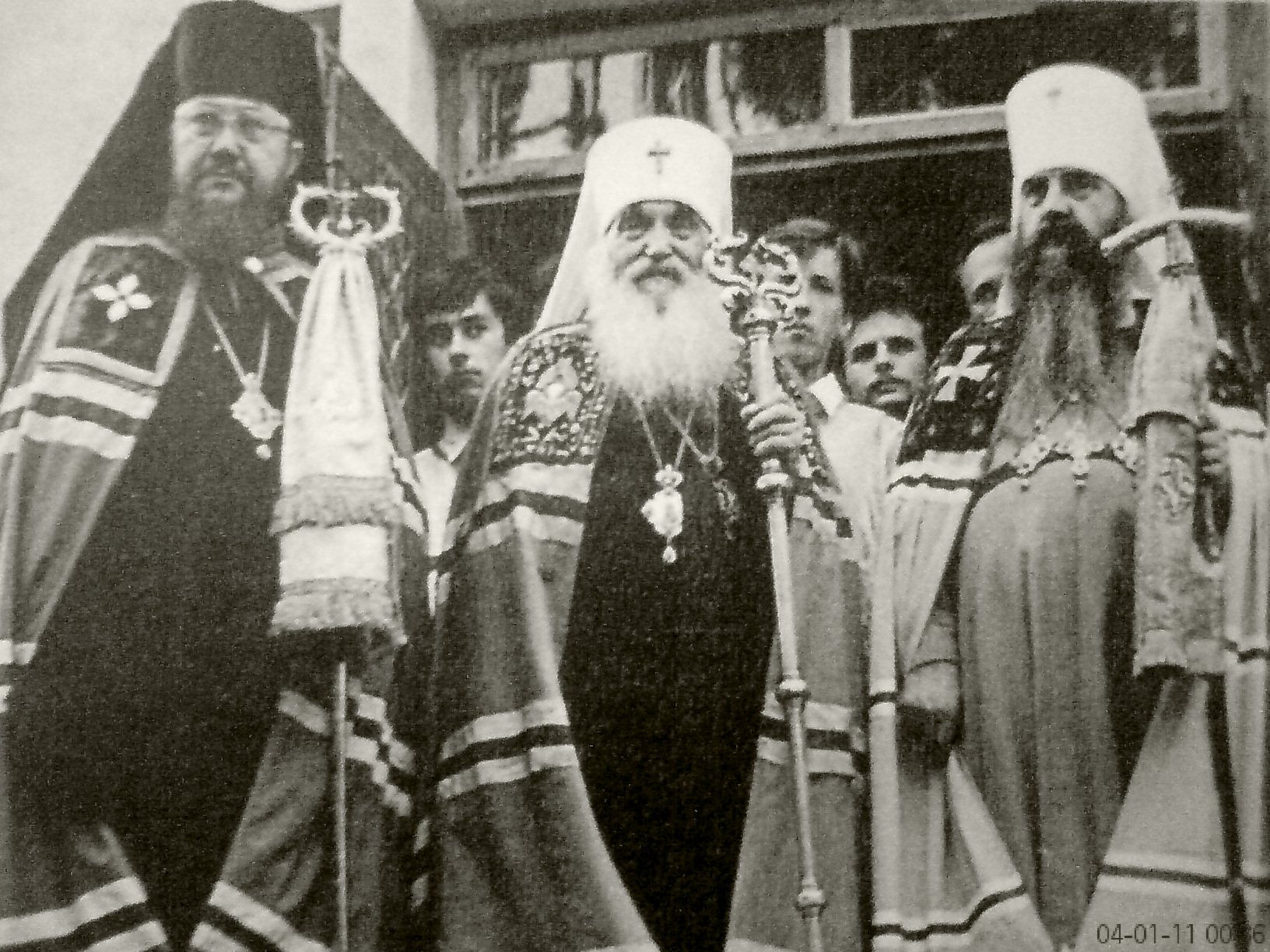
Сава, митрополит Варшавський Василій (Дорошкевич) та митрополит Філарет (Вахромєєв) під час урочистостей на святій горі Грабарка

20 листопада 1979 року став кандидатом на єпископа Лодзького та Познанського і за 5 днів отримав єпископську хіротонію. Того ж року єпископ Сава став керівником секції православного богослов'я у Християнській богословські академії у Варшаві а також став завідувачем кафедри догматичного та морального богослов'я зазначеного навчального закладу. Будучи єпископом Лодзьким та Познанським ініціював ремонт Собору Олександра Невського у Лодзі. Його діяльність була позитивно оціненою урядовим відділом з питань релігії. Згідно з рапортами цієї інституції діяльність єпископа Сави та проведені ним реорганізації оживили релігійне життя єпархії.
31 липня 1981 року був призначеним єпископом Білостоцько-Ґданським. У новій єпархії працював задля відновлення парафіяльного життя. Був ініціатором побудови нових та відновлення старих церков. За його ініціативи в Польщі була побудована найбільша православна церква — Святодухівська церква в Білостоці. 18 квітня 1987 року був удостоєний звання архієпископа.
Ініціював періодичні концерти церковної музики в Білостоку. Частина прибутків з цих концертів йшла на підтримку благодійної справи єпархії. У значній мірі сприяв активізації монастирського життя в чоловічому монастирі у Супраслі. У 1992 році допомагав у створенні жіночого монастиря в Дойлидах. У тому монастирі перебувають віднайдені ним мощі святого Гавриїла Білостоцького. Відновлення культу вшанування святого, котрий значно ослабнув після II світової війни, відбулося також завдяки діянням єпископа Сави.
Два роки по тому архієпископ почав відновлювати життя у ще одному монастирі жіночому монастирі у Войнові. 1996 року за його благословенням був створений єпархіальний осередок милосердя «Елеос». За дорученням святого собору єпископів Польської автокефальної православної церкви він був духовним опікуном братства православної молоді.
Протягом 1984—1990 років був проректором Християнської богословської академії у Варшаві. 1990 року за свій науковий доробок отримав вчене звання надзвичайного професора; а через 2 роки звання звичайного професора. 1994—1998 був православним керуючим справами польського війська. 1996 року отримав звання бригадного генерала від тодішнього польського Президента Александра Кваснєвського. Будучи керуючим справами польського війська започаткував публікацію квартальника Polski Żołnierz Prawosławny та ініціював заснування православних парафій в усіх військових округах Польщі. Завдяки його старанням православні священики розпочали свою діяльність у прикордонних підрозділах, в'язницях та слідчих ізоляторах. Протягом 1979—1918 був членом змішаної православно-католицької комісії з питань теологічного діалогу. У 1990—1991 був співголовою Державно-церковної редакційної групи, завданням якої було опрацювання законопроєкту стосовно ставлення держави до Польської православної церкви.

### Митрополит Варшавський і усієї Польщі

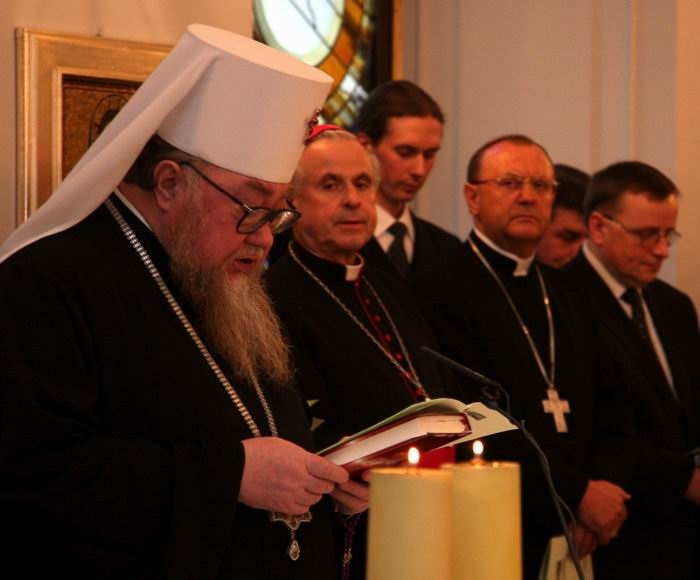
Митрополит Сава під час зустрічі польського Президента Леха Качинського з представниками християнських церков Польщі

Під час хвороби митрополита Василія (Дорошкевич) з 28 січня 1998 року був патріаршим місцеблюстителем. Після його смерті 12 травня 1998 року собор єпископів Польської автокефальної православної церкви обрав єпископа Саву митрополитом Варшавським і усієї Польщі. Урочиста інтронізація нового митрополита відбулася 31 травня 1998 року в соборі святої Марії Магдалини у Варшаві. 1999 року ініціював створення кафедри православного богослов'я в Білостоцькому університеті і став першим завідувачем цієї кафедри. Як митрополит ініціював створення дитячих будинків через благодійну організацію «Елеос», яка пізніше була перетворена у Православний Митрополичий Осередок Милосердя «Елеос». Став ініціатором щорічних з'їздів духовенства Варшавсько-Бєльської єпархії, в якій беруть участь священики, псалмісти, диригенти церковних хорів, а також ченці та черниці польської православної церкви. За його безпосередньою допомогою на території цієї єпархії повстало кілька нових храмів, частина старих церков були відремонтовані.
6 лютого 2000 року Президент Польщі Александр Кваснєвський нагородив митрополита Саву Командирським Хрестом Ордену Відродження Польщі.
13 березня 2002 року собор єпископів Польської православної церкви, за головування митрополита Сави постановив, що Португальська православна церква, котра від 90-х років перебувала під юрисдикцією Польської православної церкви, втратила свій канонічний статус. З цього часу Польська православна церква має під своїм патронатом лише деякі місії в Бразилії, а також парафії в Альгеро на Сардинії. З 2003 року координував приготування до канонізації мучеників Холмських та Підляських.
З 25 червня до 15 липня 2008 року у зв'язку з дихальною недостатністю перебував у шпиталі і не виконував своїх обов'язків. З 10 квітня 2010 року виконував обов'язки тимчасово керуючого справами польського війська від православної церкви, у зв'язку із трагічною загибеллю архієпископа Мирона. 10 червня того ж року на цю посаду назначений архієпископ Георгій (Паньковський).
З 2000 року є почесним доктором семінарії святого Володимира у Чествуді (США), Білостоцького уніврситету (2001), університету в Салоніках (2002), Мінської духовної академії (2002), Московської духовної академії. 22 січня 2007 року від Патріарха московського Алексія II за вклад в укріплення братських стосунків між Польською та Російською православними церквами отримав орден Даниїла Московського І ступеня.
Триразово брав участь у Всесвітніх соборах православних — зібраннях усіх предстоятелів православних церков. У 1998 році сприяв розв'язанню проблеми розколу Болгарської православної церкви (у зв'язку з чим з'явився так званий альтернативного синоду). У 2000 році в Єрусалимі брав участь у соборі з народи 2000 річчя Різдва Христового. Також 2005 року брав участь у розв'язанні конфлікту між патріархом Єрусалимським Іринеєм та Церковним Синодом. У 2013 році брав участь в урочистостях з нагоди 1025 річниці з дня хрещення Київської Русі.
Науковий доробок митрополита Сави складається з понад 100 науковий праць серед яких є збірник його проповідей російською мовою під назвою «Слова и проповеди». Є почесним членом Біблійного товариства, міжнародного комітету у справах етики а також Польської екуменічної ради.

#### Критика Православної Церкви України
Не підтримав надання Вселенським Патріархатом Томосу Православній Церкві України.
7 січня 2024 року під час проповіді в день Різдва Христового у варшавському соборі св. Марії Магдалини, православний митрополит Варшавський і всієї Польщі Сава (Грицуняк) зазначив, що святкування українцями Різдва Христового за новим стилем є кроком до об'єднання з католиками, до нової унії, що призведе до падіння України.
Також митрополит Сава назвав сатаністами людей, які, на його думку, окупували Києво-Печерську лавру, одну з найважливіших православних святинь України, яка є державною власністю.

### Питання співпраці з СБ
1966-1970
Польські історики Кшиштоф Сиховіч та Маріуш Кшиштофінські проаналізувавши документи СБ Польщі дійшли висновку, що у 1965 році майбутній митрополит був зареєстрований кандидатом у таємні агенти. 12 вересня 1966 «за власним бажанням» був прийнятий до лав таємних агентів під іменем «Юрек». Це було пов'язано з широкою операцією під кодовою назвою «Візантія». Сам митрополит стверджував, що не підписував ніяких зобов'язань щодо співпраці з СБ. Також він стверджував, що ті гроші, котрі за словами автора він отримував як винагороду за співпрацю з СБ, були надані йому урядовим комітетом з питань визнань і що їх давали так само й іншим ієрархам. Перші доноси таємного агента Юрека були зроблені ще у перший місяць, коли його завербували. Наступні рапорти стосувалися діяльності Польської православної церкви в екуменічному русі в Польщі та закордоном. Таємний агент Юрек писав також про візити до Польщі єпископа едмунтонського і Канади Пантелеймона, а також про його участь у соборі єпископів Польської православної Церкви. Писав характеристики на православне духовенство (зокрема критикував тодішнього митрополита Стефана (Рудик), Єжи Клінгера, єпископа Василія (Дорошкевич), у меншій мірі також єпископа Никанора). Він не лише виходив на зустрічі призначені його куратором, але й сам назначав зустріч з ним. До проведення собору 1967 року пропонував виведення з собору єпископа Георгія (Кореністов) та митрополита Стефана і визнати їх єпископами-емеритами та поставити на їхнє місце нових ієрархів. Після смерті митрополита Стефана і перед виборами нового митрополита «Юрек» критикував кандидатуру єпископа Василія (Дорошкевич).
1970-1979
Згідно з документи Інституту національної пам'яті в Польщі майбутній митрополит продовжував свою співпрацю з СБ, перебуваючи у Яблочинському монастирі. Передавав інформацію про греко-католицького священика Романа П'єнтку, дуже негативно оцінював діяльність митрополита Василія, писав характеристики на ченців а також слухачів лекцій усіх класів тамтешньої семінарії а також інформував про прихожан тамтешнього монастиря. 1976 року представив причини конфлікту між єпископом білостоцьким Никанором та митрополитом Василієм. Того ж року представив потенійних кандидатів на посаду єпископа, вказуючи найбільш відповідним до самого себе о. Адама (Дубец). Стверджував також, що кадрові проблеми церкви спричинили до того, що на єпископів висвячують абсолютно випадкових осіб, через що образ Церкви в інших помісних православних церквах, зокрема в Сербській та Російській не був позитивним. У своїх характеристиках стосунків між православною та греко-католицькою церквами, вказував на священників, котрі, на його думку, симпатизували унії.
1977 року агент «Юрек» передав інформацію щодо засідань Всесвітньої ради церков.
У зв'язку з важкими стосунками з митрополитм Василієм, Сава хотів покинути посаду благочинного Яблочинського монастиря і навіть відійти від церкви.
Все ж таки митрополит Сава визнав, що він скаржився на контакти православних з католиками в той час, коли був єпископом білостоцько-ґданським. Причиною його незадоволення стали конфлікти між католиками та православними за Супрасльський благовіщенський монастир.
Питання співпраці Сави та інших православних ієрархів з СБ було темою численних дискусій у Польщі 2009 року. Деякі віряни після оприлюднення цієї інформації вимагали відставки митрополита. Сава заявив, що в світлі православного вчення будь-який гріх можна знищити покаянням і попросив прощення за гріхи, вчинені православним духовенством.

## Офіційні візити
Як митрополит варшавський і всієї Польщі значно розширив зв'язки Польської православної церкви з іншими автокефальними та автономними православними церквами. Мав численні міжнародні візити:
- До Константинопольського патріархату у 1998[50], 2000[51], 2005[52]
- До Александрійського патріархату у 2003[53]
- До Єрусалимського патріархату у 2003[54] та 2010[55]
- До Російської православної церкви у 1998[50], 2005[52], 2007[56], 2009[57], 2011[58]
- До Грузинської православної церкви у 2004[59]
- До Сербської православної церкви у 2001[60], 2004[59]
- До Болгарської православної церкви 2001[60], 2004[59]
- До Румунської православної церкви у 2000[61], 2004(пол.)[59]
- До Кіпрської православної церкви у 2009[62]
- До Грецької православної церкви у 2002[63], 2006[52], 2012[64]
- До православної церкви Чеських земель та Словаччина у 2012[65]
- До Православної церкви в Америці у 2000[61], 2002[66]
- До Української православної церкви Московського патріархату у 2002[63]
- До Фінляндської православної церкви у 2004[59]
- До Білоруського екзархату Московського патріархату у 2002[63]
- До Західноєвропейського екзархату російських парафій у 2004[59]
- До Бельгійської митрополії Константинопольського патріархату 2016[67]

## Нагороди
Митрополит Сава має численні церковні та державні нагороди:
Церковні Нагороди
- Орден св. Марії Магдалени (Польська православна церква)
- Орден Хреста Гробу Господнього І ступеня (Єрусалимський патріархат)
- Орден св. Сергія Радонежського І ступеня (Російська православна церква)
- Орден св. князя Даниїла Московського І ступеня (Російська православна церква)[68]
- Хрест св. Інокентія І ступеня (Православна церква в Америці)
- Орден рівноапостольного князя Володимира
- Зірка ESCO (міжнародне братство благочинності)
- Орден св. Єфросинії Полоцької (Білоруська православна церква)[69]
- Орден честі і слави (Російська православна церква)[70]

Державні нагороди
- Золотий Хрест Заслуги
- Командирський хрест ордену відродження Польщі[71]
- Офіцерський хрест ордену відродження Польщі
- Орден Палестинської автономії
- Орден князя Ярослава Мудрого I ст. (Україна, 27 липня 2013) — за визначну церковну діяльність, спрямовану на піднесення авторитету православ'я у світі, та з нагоди відзначення в Україні 1025-річчя хрещення Київської Русі[72]
- Орден князя Ярослава Мудрого V ст. (Україна, 8 травня 2008) — за визначний особистий внесок в утвердження добросусідських відносин між Україною і Республікою Польща, багаторічну плідну церковну діяльність[73]